# Douglas Maradona Campos Dangui
Douglas Maradona Campos Dangui (sinh ngày 28 tháng 6 năm 1990) là một cầu thủ bóng đá người Brasil.

## Sự nghiệp câu lạc bộ
Douglas Maradona Campos Dangui đã từng chơi cho Ehime FC, Gamba Osaka và Gainare Tottori.